# Dilhan Eryurt
Dilhan Eryurt (Esmirna, Turquia, 29 de novembre de 1926 - Ankara, Turquia 13 de setembre de 2012) fou una astrofísica turca.
Astrònoma especialitzada en astrofísica, ha contribuït de manera important a la investigació científica sobre la formació i evolució del Sol i d'altres estrelles de la seqüència principal. Treballà per a la NASA de 1961 a 1973. Va crear igualment el Departament d'Astrofísica de la Universitat Tècnica de l'Orient Mitjà (METU). Ha estat degana de la Facultat de Ciències i Literatura de la mateixa universitat de 1988 a 1993.

## Joventut
Nasqué el 29 de novembre de 1926 a Esmirna, a Turquia. El seu pare era Abidin Ege, membre de la Gran Assemblea Nacional de Turquia per la província de Denizli l'any 1944.
Poc temps després de l'arribada del seu pare a Esmirna, la seva família es va traslladar a Istanbul i alguns anys més tard a Ankara. Després d'haver acabat els estudis primaris a Ankara, va continuar a l'institut de noies de la capital, on mostrà un especial interès per les matemàtiques. Per aquest motiu, un cop acabats els estudis secundaris, es va matricular al Departament de Matemàtiques i Astronomia de la Universitat d'Istanbul.

## Carrera professional
Després d'haver obtingut el diploma de la Universitat d'Istanbul, l'any 1947, Eryurt treballa com a assistent honorària del matemàtic i astrònom Tevfik Oktay Kabakçıoğllegit durant dos anys. S'encarregà d'obrir un departament d'Astronomia a la Universitat d'Ankara. Va continuar els seus estudis de postgrau a la Universitat de Michigan fins a obtenir el doctorat al Departament d'Astrofísica de la Universitat d'Ankara el 1953. Després esdevingué professora associada al mateix departament.
L'any 1959 marxà a Canadà gràcies a una borsa de l'Agència internacional de l'energia atòmica, on treballà amb Alastair GW Cameron. Després es va traslladar als Estats Units i va treballar per a la Federació Soroptimista d'Amèrica a la Universitat d'Indiana i en la identificació de models estel·lars a l'Observatori Goethe Link, en col·laboració amb Marshall Wrubel. Després d'aquesta experiència, Eryurt va ser contractada al Goddard Institute for Space Studies de la NASA. Amb Alastair GW Cameron, treballà sobre l'evolució del Sol. Durant aquest període ella era l'única dona astrònoma treballant a la institució.
El seu treball a l'Institut Goddard ha revelat certs fets sobre el Sol que no havien estat compresos fins llavors. La teoria existent segons la qual la lluminositat del Sol era molt menor quan es va formar fa 4.500 milions d’anys es va veure desmentida. Les seves investigacions van revelar que el Sol era en realitat molt més brillant i càlid en el passat i que s'havia anat reduint fins al seu nivell actual, un treball que aleshores va ajudar per al desenvolupament de vols espacials. El 1969 va rebre el premi Apollo Achievement Award per la seva tasca per contribir a la consecució del primer aterratge de la missió Apollo 11 sobre la lluna i a l'exploració lunar, proporcionant als enginyers de la NASA informació crucial per a la modelització de l'impacte del Sol sobre el medi lunar.
L'any 1968 organitzà el primer Congrés Nacional d'Astronomia a Turquia, amb el suport del Consell d'Investigació Científica i Tecnològica de Turquia (TÜBİTAK). Entre 1969 i 1973, Eryurt prosseguí els treballs a la NASA abans de tornar al Departament de física de la Universitat TècnicaUniversitat Tècnica de l'Orient Mitjà, on fundà la secció d'astrofísica. L'any 1977 rebé el TÜBİTAK Ciència Award. L'any 1988 fou presidenta del departament de física durant sis mesos, a continuació degana de la Facultat de Ciències i Literatura del METU durant cinc anys. Eryurt es jubilà l'any 1993, després d'una carrera distingida, realitzada i consagrada a l'astrofísica.

## Reconeixement
Moria d'una crisi cardíaca el 13 de setembre de 2012 El 20 de juliol de 2020 fou homenatjada amb un Google Doodle per commemorar la 51è aniversari de l'allunatge de Neil Armstrong i Buzz Aldrin amb l'Apollo 11.